# Ant Banks
Anthony Banks, detto Ant (16 maggio 1969), è un rapper e produttore discografico statunitense.

## Biografia
Ha prodotto dischi per molti artisti hip-hop della West Coast, particolarmente per coloro che vivono nella Bay Area. La sua collaborazione con Too $hort lo condusse a iniziare produzioni per sé stesso.
Ha prodotto canzoni per MC Ren (ex N.W.A.), Spice1, Goldy e altri. Nel 1993 ingaggiò una faida col rapper di Oakland Pooh-Man. Produsse canzoni per i The Dangerous Crew.
Nel 1999 Banks lanciò il suo gruppo di prova, i T.W.D.Y. (acronimo di The Whole Damn Day). I componenti originari erano Rappin' 4-Tay e Captain Save'm. Il loro album di debutto fu Derty Werk, contenente il singolo Player's Holiday, con Mac Mall e Rappin' 4-Tay. Il singolo fu trasmesso per lungo tempo nelle radio. Nel 2000 i T.W.D.Y. pubblicarono il loro secondo lavoro, Lead The Way: in esso non era più presente Rappin' 4-Tay a fianco di Captain Save'm e Ant Banks, ma al suo posto c'era Dolla Will.
Ant è anche conosciuto come "The Big Badass", titolo omonimo di un suo album del 1994. Il suo talento nel produrre basi "funky" è apprezzato anche nell'ambiente techno. L'album Homewerk dei Daft Punk si è ispirato al lavoro di Ant Banks.

## Discografia

### Album in studio
- 1993 - Sittin' On Somethin'Phat (Jive)
- 1994 - The Big Badass (Jive)
- 1995 - Do or Die (Jive)

Con i T.W.D.Y.
- 1999 - Derty Werk (Thump Street)
- 2000 - Lead the Way (Thump Street)

Con The Dangerous Crew
- 1995 - Don't Try This at Home (Jive)

### Raccolte
- 1997 - Big Thangs
- 1998 - The Best of Ant Banks